# El Pinell de Brai

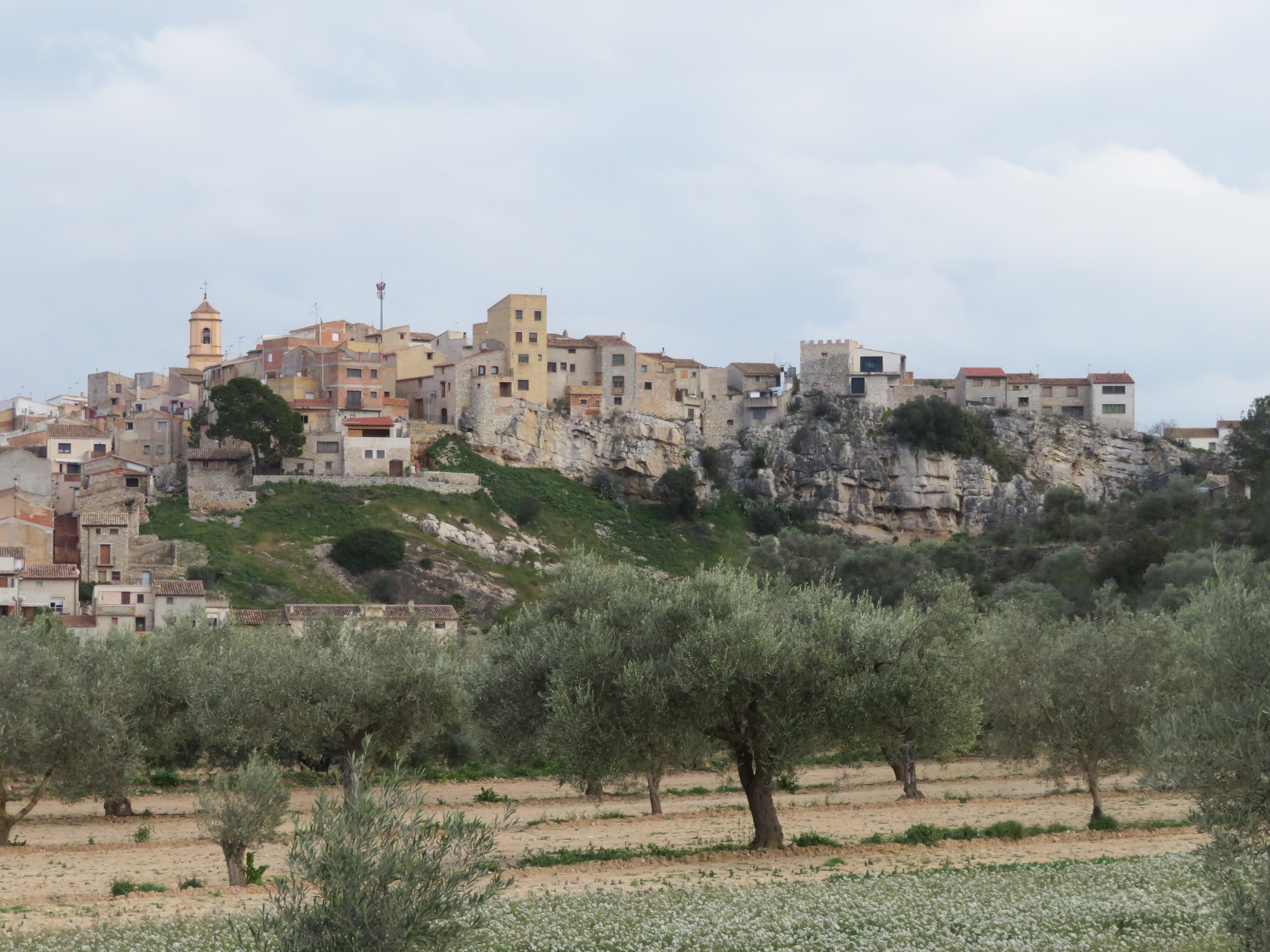
El Pinell de Brai

El Pinell de Brai è un comune spagnolo di 1 099 abitanti situato nella comunità autonoma della Catalogna.